# 3440 Штампфер
3440 Штампфер (3440 Stampfer) — астероїд головного поясу, відкритий 17 лютого 1950 року.
Тіссеранів параметр щодо Юпітера — 3,309.